# Khijadia Najani
Khijadia Naganio (Khijadia Najani) fou un petit estat tributari protegit al prant de Jhalawar o al prant de Sorath a l'agència de Kathiawar, presidència de Bombai. Estava format per un sol poble amb un únic tributari. Els ingressos s'estimaven en unes 100 lliures el 1881, i pagava un petit tribut de 5,4 lliures al Gaikwar de Baroda. El seu thakur era un kathi.